# 大云寺及唐钟
大云寺及唐钟，位于中国甘肃省武威市凉州区，为一个省级文物保护单位，类型为古建筑。
大云寺及唐钟的历史年代为清代。